# Ochraethes brevicornis
Ochraethes brevicornis là một loài bọ cánh cứng trong họ Cerambycidae.